# Ямал — Европа
«Яма́л — Евро́па» — транснациональный магистральный экспортный газопровод, введённый в действие в 1999 году с целью обхода Украины. Соединяет газовые месторождения севера Западной Сибири с потребителями в Европе. Газопровод стал дополнительным экспортным коридором, повысившим гибкость и надёжность поставок российского газа в Западную Европу (через газотранспортные системы YAGAL-Nord и STEGAL — MIDAL — ПХГ «Реден»).
В настоящее время начинается в газотранспортном узле в г. Торжке (Тверская область). Проходит по территории России, Беларуси, Польши и Германии. Конечная западная точка МГ «Ямал-Европа» — компрессорная станция «Мальнов» (в районе г. Франкфурта-на-Одере) вблизи немецко-польской границы.
В конце апреля 2022 года «Газпром» полностью приостановил поставки газа по газопроводу в связи неоплатой поставок в рублях. Требования об оплате в российских рублях, по мнению польской стороны, являются нарушением договорных обязательств.

## Характеристики
Построен предприятием Ленгазспецстрой. Введён в строй в конце 1999 года. На проектную мощность вышел в 2006 году.
Общая протяжённость газопровода превышает 2000 км, диаметр — 1420 мм. Проектная мощность — 32,9 млрд м3 газа в год. Количество компрессорных станций на газопроводе — 15 (4 — в России, 5 — в Беларуси, 5 — в Польше и одна — в Германии).
Протяжённость российского участка составляет 402 км с 4-я компрессорными станциями: «Торжокская», «Ржевская», «Холм-Жирковская» и «Смоленская».

#### Беларусь
По Беларуси проходит 575 км газопровода, здесь построены 5 компрессорных станций: «Несвижская», «Крупская», «Слонимская», «Минская» и «Оршанская». «Газпром» является единственным владельцем белорусского участка газопровода.

#### Польша
Польский участок насчитывает 683 км линейной части и 5 компрессорных станций: «Чеханув», «Шамотулы», «Замбрув», «Влоцлавек», «Кондратки». Владельцем польского участка, который за свои средства построил «Газпром», является «EuRoPol Gaz», совместное предприятие «Газпрома» и PGNiG. В СП польской PGNiG принадлежит прямо и косвенно более 51 %, а «Газпрому» — менее 49 %.

#### Германия
Владельцем германского участка газопровода является WINGAS (совместное предприятие «Газпрома» и Wintershall Holding GmbH).

## Объём поставок
С ноября 1999 по декабрь 2007 года по газопроводу «Ямал-Европа» было поставлено около 180 млрд м3 газа.
С 2007 по 2012 год газопровод был задействован на 84,6-99,5 % от проектной мощности. В 2013 году объёмы поставок составили 34,7 млрд м3 природного газа.
7 февраля 2022 года «Газпром» не стал бронировать дополнительные мощности по транспортировке газа через Польшу и Украину на второй и третий кварталы 2022 года. В ночь на 30 марта 2022 года поставки газа по газопроводу были прекращены.

## Ямал — Европа 2
В 2002 году «Газпром» отложил на неопределённый срок строительство перемычки Кобрин — Вельке-Капушаны в Словакию и прокладку второй ветки Ямал — Европа в Германию. В качестве приоритетного проекта тогда был выбран газопровод «Северный поток».
В апреле 2013 года президент России Владимир Путин высказал мнение, что «Газпрому» следует вернуться к проекту строительства второй ветки газопровода «Ямал — Европа» от границы Беларуси по территории Польши до Словакии.
5 апреля 2013 года в Санкт-Петербурге менеджеры «Газпрома» провели встречу с делегацией правительства Польши, где стороны обсудили планы по строительству второй ветки «Ямал — Европа» мощностью 15 млрд м3 газа в год. Председатель правления Алексей Миллер представил основные параметры газопровода и сообщил, что проект принесёт Польше экономическую выгоду в виде платы за транзит через территорию республики, а также будет способствовать повышению энергобезопасности потребителей Центральной Европы. «Газпром» и компания EuRoPol Gaz (СП «Газпрома» и польской PGNiG) подписали меморандум о взаимопонимании по проекту «Ямал — Европа 2».
Для строительства второй ветки планировалось задействовать потенциал, который был заложен при строительстве первой ветки газопровода «Ямал — Европа». Также, по данным генерального директора ОАО «Белтрансгаз» Владимира Майорова, газотранспортная система «Белтрансгаза» недозагружена на 15 млрд м3 в год.
Предполагалось, что газопровод позволит увеличить транзит российского газа в Польшу, Словакию и Венгрию, однако польские власти в дальнейшем подвергли этот проект резкой критике, поскольку его осуществление могло привести к исключению Украины из транзитной схемы. Заместитель председателя правления «Газпрома» Александр Медведев заявил в июне 2014 года, что реализация проекта фактически заморожена.